# Bristol (Pensilvania)
Bristol es un borough ubicado en el condado de Bucks en el estado estadounidense de Pensilvania. En el año 2000 tenía una población de 9,923 habitantes y una densidad poblacional de 2,323 personas por km².

## Geografía
Bristol se encuentra ubicado en las coordenadas 40°6′12″N 74°51′5″O / 40.10333, -74.85139.

## Demografía
Según la Oficina del Censo en 2000 los ingresos medios por hogar en la localidad eran de $35,378 y los ingresos medios por familia eran $44,517. Los hombres tenían unos ingresos medios de $35,090 frente a los $27,836 para las mujeres. La renta per cápita para la localidad era de $17,198. Alrededor del 10.4% de la población estaba por debajo del umbral de pobreza.